# 日本郵船

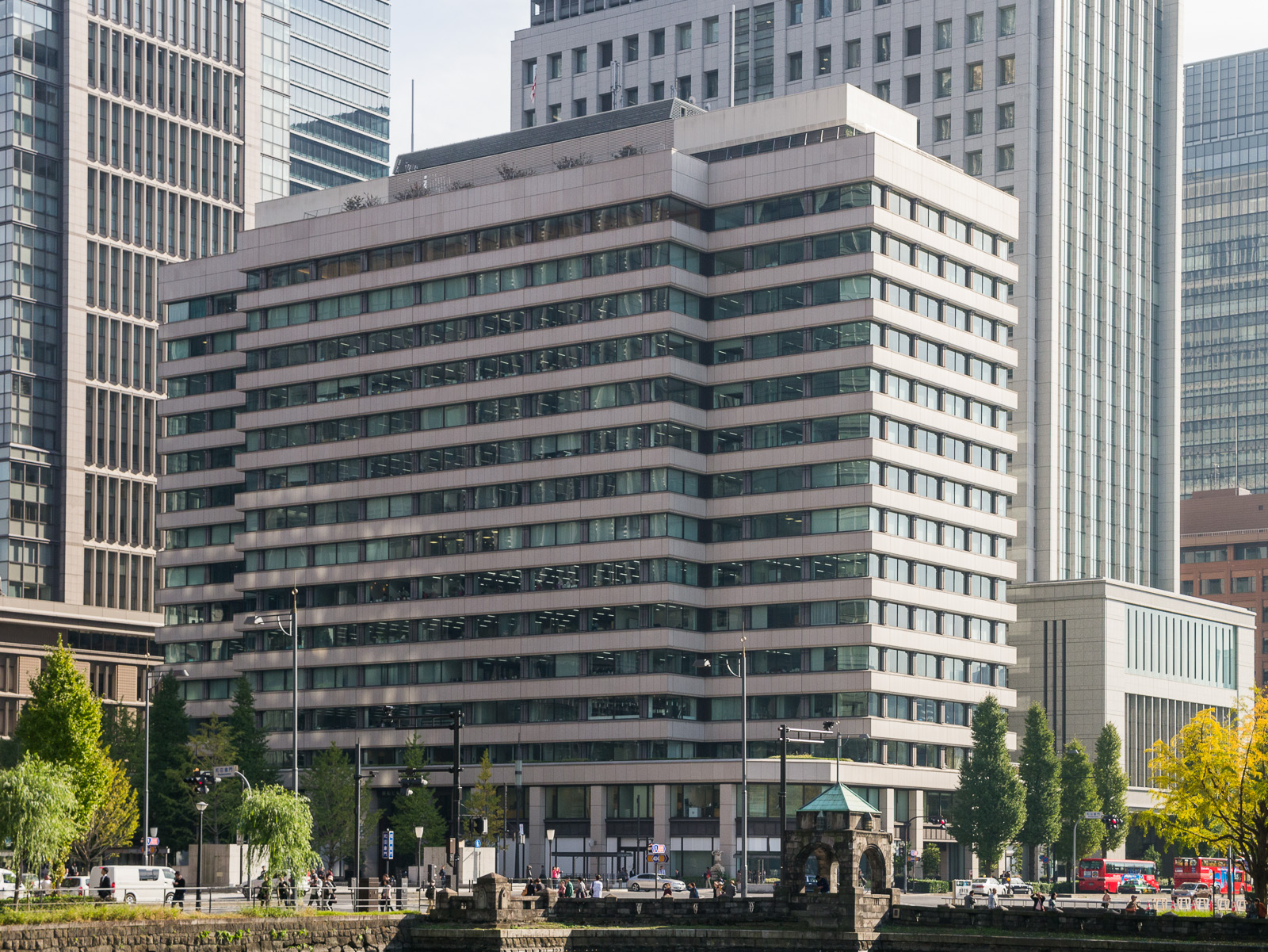
日本郵船總部所在地：郵船大樓，位於東京丸之內。

日本郵船（日语：／ Nippon yūsen */?、東證1部：9101）是日本大型海運公司，與三菱商事同為三菱財閥（今 三菱集團）的源流企業。為了使海空運能達到一條龍的服務，因此下設相關企業如郵船通運公司等，在主要海外各分支機構負責進出口承攬業務、報關業務、自主保稅倉庫、發貨中心、汽車貨運配送及庫存管理，使服務脈絡更廣闊。

## 沿革
- 1870年　九十九商會（之後改名為三川商會、三菱商會）設立。
- 1875年　在三菱財閥創立者岩崎彌太郎的主導之下，三菱商會合併國有企業「日本國郵便蒸氣船會社」，並易名為「郵便汽船三菱會社」。
- 1885年　郵便汽船三菱會社與另一家大型航運企業「共同運輸會社」合併，日本郵船會社成立。
- 1893年　改制為株式會社，日本郵船株式會社誕生。
- 1926年　與第二東洋汽船株式會社合併。
- 1945年　二戰末期，所屬船舶「阿波丸」在台灣海峽遭遇美國海軍潛水艇襲擊，並遭到擊沈（即阿波丸事件）。
- 1949年　在東京、大阪、名古屋等證券交易所上市。
- 1950年　於札幌證券交易所上市。
- 1960年　二戰少數免於遭受戰火波及的日本商船、也是日本郵船重要資產的「冰川丸」除役，日本郵船退出客輪事業。
- 1964年　合併三菱海運株式會社（前三菱汽船、極東海運：原三菱商事船舶部分拆獨立而成）。
- 1969年　近海、國內航線部門分割，並委託近海郵船株式會社經營。
- 1973年　所屬船舶「山城丸」在敘利亞拉塔基亞（Latakia）停泊時，適逢第四次中東戰爭爆發，船隻遭受戰火波及而損毀。
- 1989年　日本水晶郵輪株式會社（Crystal Cruises Japan；日後改名為郵船郵輪株式會社）設立。
- 1998年　合併日本舊六大海運会社之一的昭和海運株式會社。
- 2003年　日本郵船歷史博物館開館。
- 2005年　收購全日空持有的日本貨物航空（NCA）股份，使其成為日本郵船的子公司。
- 2006年　與大型陸運業者大和運輸的母公司大和控股（ヤマトホールディングス）發表合作關係。
- 2016年  日本郵船決定與商船三井、川崎汽船等兩家航運公司合作，將彼此旗下的的貨櫃業務整併成一家貨櫃航運公司海洋网联船务(Ocean Network Express，簡稱ONE) ，並在2017年7月7日正式成立。2018年4月1日，以新的聯盟運作，总部设在新加坡。将ONE收归旗下的持股公司Ocean Network Expres Holdings (ONEHD)的总部位于东京，日本邮船对其出资比率为38%，商船三井与川崎汽船分别为31%。[1]。

## 營業據點

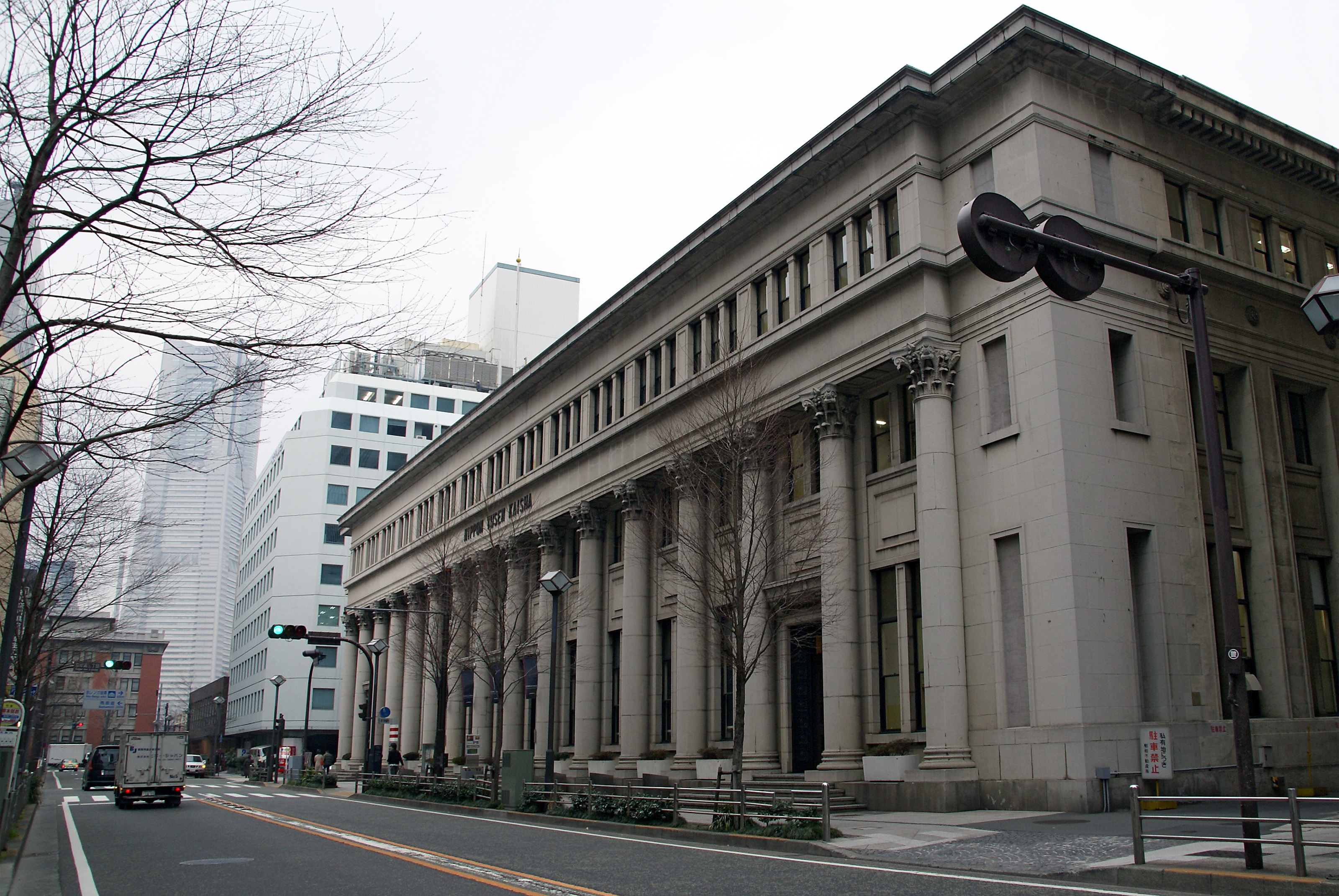
日本郵船橫濱支店（併設日本郵船歷史博物館）

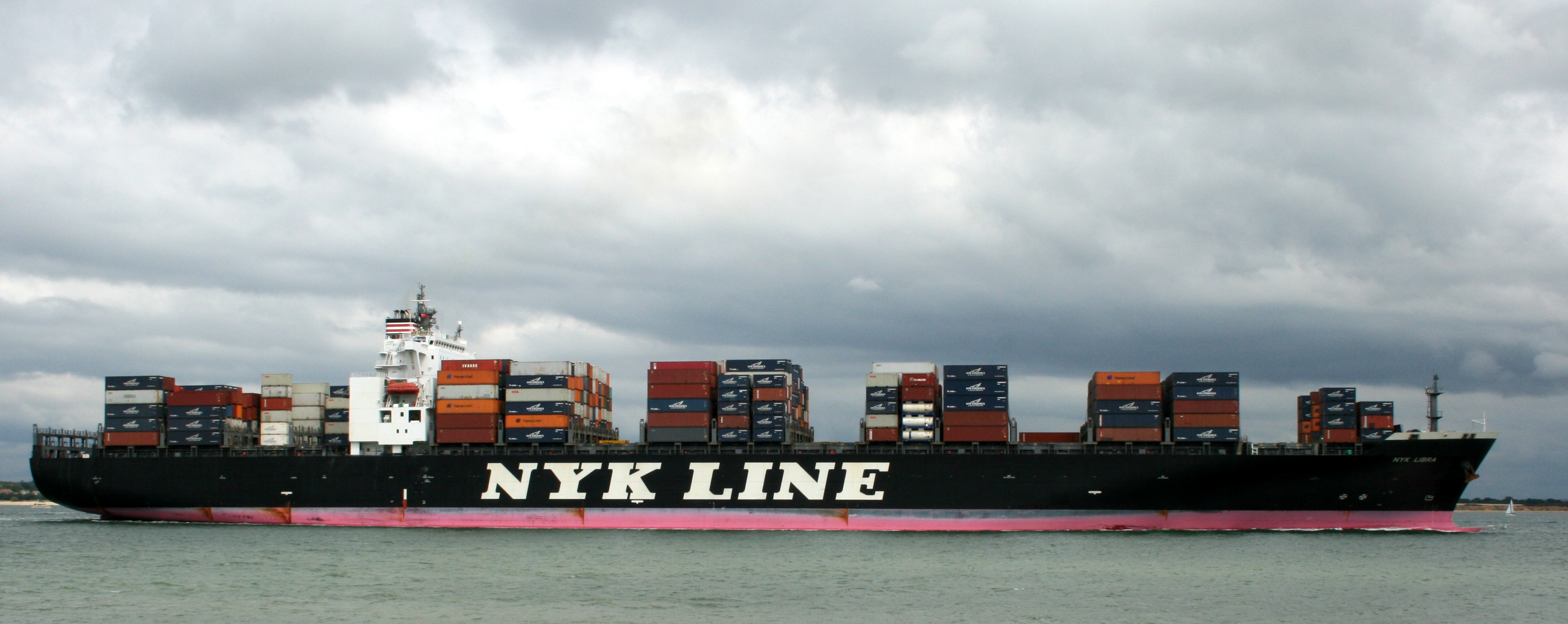
一艘正駛離南安普敦的NYK Libra 貨輪

以下據點資料至2004年（平成16年）3月為止。
- 本店 東京
- 支店 札幌、橫濱、名古屋、大阪、神戶、福岡、台北
- 出張所 苫小牧、室蘭、釧路
- 海外在勤、駐在、現地法人等 紐約、芝加哥、洛杉磯、倫敦、巴黎、米蘭、杜塞尔多夫、悉尼、布宜諾斯艾利斯、首爾、香港、曼谷、新加坡、上海 等52處

## 船隊
| 級別                 | 船型       | 建造年份    | 容量 (TEU)      | 數量 | 備註                                                           |
| -------------------- | ---------- | ----------- | --------------- | ---- | -------------------------------------------------------------- |
| 日郵維加級貨櫃船     | 超巴拿馬型 | 2006 - 2007 | 9,012           | 4    | 4艘貨櫃船全數由南韓現代重工建造。                              |
| 日郵歐開諾斯級貨櫃船 | 超巴拿馬型 | 2007 - 2008 | 8,628 - 9,040   | 4    | 4艘貨櫃船全數由日本IHI公司吳市造船廠建造。                     |
| 日郵代達羅斯級貨櫃船 | 巴拿馬型   | 2007 - 2010 | 4,888 - 4,952   | 12   | 8艘貨櫃船全數由南韓現代重工建造，另外4艘則有現代三湖重工建造。 |
| 日郵阿多尼斯級貨櫃船 | 超巴拿馬型 | 2010 - 2011 | 9,592           | 3    | 3艘貨櫃船全數由日本IHI公司吳市造船廠建造。                     |
| 日郵富士級貨櫃船     | 巴拿馬型   | 2011 - 2012 | 4,538           | 4    | 4艘貨櫃船全數由南韓現代重工建造。                              |
| 日郵飛鳥級貨櫃船     | 新巴拿馬型 | 2016 - 2019 | 14,026 - 14,052 | 15   | 15艘貨櫃船全數由日本海洋聯合建造。                             |

## 著名出身者
- 根本二郎（元名誉会長） - 日本經濟團體聯合會名誉会長
- 寺島成信（元参与）- 日本で最初の経済学博士、海運論専攻
- 松平市三郎（元参事） - 松平康東の父
- 米窪満亮（元船長） - 初代勞動大臣
- 前田利祐 - 加賀前田家第18代当主
- 德川恆孝（元副社長） - 德川宗家第18代当主
- 高橋宏（元副社長） - 公立大学法人首都大学東京理事長
- 間宮忠敏（元副社長） - 独立行政法人國際觀光振興機構理事長
- 山脇康（元副社長） - 東京奧林匹克、帕拉林匹克競技大會組織委員會副会長、日本奧林匹克委員會委員長
- 京極高晴（元事業部長）- 靖国神社第15代宮司
- 日野西光忠（元常務）- 宮内庁宮務主管
- 6代目鈴木與平（元従業員） - 鈴与創業者、静岡県議会議長
- 松井道夫（元従業員）-  松井証券社長、旧姓・務台
- 內田百閒（元嘱託）- 作家
- 近藤孝太郎（元従業員） - 思想家、社会運動家
- 並木良輔（元従業員） - 並木製作所創業
- 菅源三郎(元船員) - 航海士、長崎丸船長

## 外部連結
- （英文）NYK Line （页面存档备份，存于）
- （简体中文）日本郵船（中國） （页面存档备份，存于）
- （繁體中文）日本郵船台北分公司 （页面存档备份，存于）
- （日語）日本郵船歷史博物館・日本郵船冰川丸
- （日語）舊日本郵船 小樽支店